# ヴィターリー・ブベニン
ヴィターリー・ブベニン（Виталий Бубенин；1939年7月11日 -）は、ソ連、ロシア連邦の軍人（国境警備隊員）、チェキスト。初代アルファ部隊指揮官。退役少将。ソ連邦英雄。

## 経歴
ハバロフスク地方ニコラエフスク・ナ・アムーレ市出身。1961年からソ連国家保安委員会（KGB）国境軍に勤務。1965年、アルマ・アタ高等指揮国境学校を卒業。太平洋国境管区の国境哨所長となる。
1969年3月2日、珍宝島事件時、哨所長が戦死した他哨所の指揮を取り、中国軍を撃退した。この功績により、同年3月21日、ソ連邦英雄称号、レーニン勲章が授与された。
軍事政治アカデミー卒業後、1974年、ソ連最初の対テロ部隊であるアルファ部隊の初代指揮官となり、同部隊の基礎を築いた。1977年末、国境軍への復帰を上申し、カムチャッカの国境支隊政治課長に任命。
アフガニスタン侵攻に従軍し、1981年、中央アジア国境管区作戦部隊課副課長に任命。
ソ連共産党中央委員会附属社会科学アカデミー卒業後、国境軍政治局に勤務。1987年から沿バルト国境管区政治局長、後に北東国境管区副司令官。
ソビエト連邦の崩壊後、極東国境管区副司令官に任命され、1993年、ハバロフスク軍事国境大学の開校を準備し、その初代校長となる。
現在、ソチ市クラースナヤ・ポリャーナ町に在住。
ソ連邦英雄。レーニン勲章、赤旗勲章、三等「ソ連軍における祖国への奉仕に対する勲章」を受章。